# Фанчжан
Фанчжан (кит. 方丈) — одна из трёх священных островов-гор в китайской мифологии, служивших обителью небожителей.
В «Исторических Записках» Сыма Цяня о них сказано так: «В море-океане стоят три священных горы. Зовутся они Пэнлай, Фанчжан и Инчжоу. Обитают на них бессмертные-сяни».
В трактате «Ле-цзы» рассказывается, что в бездне Гуйсюй некогда плавали пять гор: Дайсюй, Юаньцзяо, Фанчжан, Инчжоу и Пэнлай. Окружность каждой из них — 30 тысяч ли, плато на вершине — 9 тысяч ли, горы отстоят друг от друга на 70 тысяч ли. Все строения там из золота и нефрита, все звери и птицы белого (то есть священного) цвета, деревья, на которых зреют жемчуг и белые драгоценные камни, растут кущами, плоды имеют удивительный аромат. Тот, кому довелось их отведать, не старел и не умирал. На островах жили бессмертные. Однако острова носило по волнам, и это причиняло бессмертным беспокойство. Тогда бессмертные обратились с жалобой к Шан-ди. Тот послал в море гигантских черепах, чтобы они держали горы на головах. Великан Лун-бо поймал на крючок шесть черепах, две горы — Юаньцзяо и Дайсюй унесло в северный океан, остались Пэнлай, Фанчжан и Инчжоу на спине Ао.
Существовало представление о том, что Пэнлай, Фанчжан и Инчжоу издали напоминают тучи, когда люди приближаются к ним, горы-острова уходят под воду.